# Чудновский, Вадим Максович
Вадим Максович Чудновский (род. 1 сентября 1958 года, Электроугли, Московская область) — советский и российский спортсмен и тренер по современному пятиборью. Заслуженный тренер России (2005). С 2011 по 2018 годы работал старшим тренером сборной Республики Казахстан по современному пятиборью.

## Биография
Родился 1 сентября 1958 года в Электроугли Московской области. Окончил Московский областной государственный институт физической культуры МОГИФК (1984), тренер-преподаватель. Мастер спорта СССР (1978). Заслуженный тренер России (2005). Победитель и призёр первенств ЦС «Динамо». Член сборной команды Башкирской АССР в 1978—1983 годах.
С 1983 года на тренерской работе в СДЮШОР по современному пятиборью и конному спорту г. Уфа. Подготовил несколько известных спортсменов, в том числе — чемпиона мира и Европы, участника Олимпийский игр в Афинах (2004) Рустема Сабирхузина, чемпиона спартакиады народов РСФСР Сергея Петрова, многократного победителя чемпионатов России в личном состязании и командном первенстве Павла Ильяшенко. С 1997 по 2000 год был личным тренером Евдокии Гречишниковой.
В 2011 году вместе со своими учениками Р. Сабирхузиным и П. Ильяшенко переехал в Казахстан. С 2011 по 2018 годы главный тренер сборной Казахстана по современному пятиборью. После окончания контракта вернулся в Россию.
В настоящее время директор ГБУ «Спортивная школа олимпийского резерва по конному спорту и современному пятиборью Республики Башкортостан».

## Семья
Женат (второй брак), имеет троих детей.

## Достижения
- Заслуженный тренер России (2005).
- Заслуженный работник физической культуры Республики Башкортостан (Указ Президента Республики Башкортостан от 10.11.2004 г. № УП-572).
- Мастер спорта по современному пятиборью (1978).